# Jean Lion (footballeur)
Pour les articles homonymes, voir Jean Lion et Lion (homonymie).
Jean Lion est un footballeur français, né le 25 juillet 1933 à Isigny-sur-Mer (Calvados) et mort le 5 septembre 2020 à Cherbourg-en-Cotentin. Il joue le plus souvent au poste d'ailier gauche.
Il fait ses débuts à l'AS Bayeux puis rejoint très vite l'AS Cherbourg, où il joue comme ailier gauche.
Il devient professionnel assez tardivement, à 26 ans, en 1959, en signant à l'US Sedan-Torcy, club de division 1, où il retrouve Marcel Mouchel, son ancien coéquipier cherbourgeois. Il y reste deux saisons, sans être toujours titulaire. Il dispute 51 matches de championnat, inscrivant 17 buts . Il fait partie de l'effectif qui remporte la Coupe de France en 1961, mais blessé, il n'est pas de l'équipe qui dispute la finale.
En 1962, Jean Lion signe à Lille, équipe de division 2. Mais il ne réussit pas à s'y imposer. Il n'y dispute que 14 matches, n'inscrivant que 3 buts. Dès le tout début de la saison 1962-1963, il choisit donc de revenir à l'AS Cherbourg, alors engagée en deuxième division professionnelle. Il y joue le plus souvent comme milieu offensif, jusqu'en 1967, disputant 132 matches de championnat, émaillés de 33 buts . En 1966, il fait partie de l'équipe qui affronte le RC Strasbourg en quarts de finale de la Coupe de France (défaite 0-1 à Rouen).

## Clubs successifs
- Etoile Sportive Isigny
- AS Bayeux (ailier gauche)
- FC Rouen (ailier gauche)
- AS Cherbourg (milieu)
- 1959-1961 :  Sedan (ailier gauche)
- 1961-1962 :  Lille (ailier gauche)
- 1962-1967 :  AS Cherbourg (capitaine, milieu)[2]

## Palmarès
- Vainqueur de la Coupe de France en 1961 avec l'UA Sedan-Torcy
- Finaliste du Challenge des Champions en 1961 avec l'UA Sedan-Torcy